# هربرت جوس
هربرت جوس (انگلیسی: Herbert Joos; زاده ۲۱ مارس ۱۹۴۰ – درگذشته ۷ دسامبر ۲۰۱۹) موزیسین جاز نوازنده ترومپت و طراح اهل آلمان بود.